# Gare de Meung-sur-Loire
Gare de Meung-sur-Loire vasútállomás Franciaországban, Meung-sur-Loire településen.

## Vasútvonalak
Az állomást az alábbi vasútvonalak érintik:
- Párizs–Bordeaux-vasútvonal

## Kapcsolódó állomások
A vasútállomáshoz az alábbi állomások vannak a legközelebb:
- Gare de Saint-Ay (Paris Gare d’Austerlitz)
- Gare de Baule (Gare de Bordeaux-Saint-Jean)